# Lista de satélites da SES
Esta é uma lista de satélites que pertencem a SES

## Satélites
| Satélite  | Fabricante                                        | Data do lançamento      | Veículo de lançamento | Posição orbital                  | Nota |
| AMC       | AMC                                               | AMC                     | AMC                   | AMC                              | AMC |
| --------- | ------------------------------------------------- | ----------------------- | --------------------- | -------------------------------- | --- |
| AMC-1     | Lockheed Martin                                   | 8 de setembro de 1996   | Atlas 2A              | Inativo desde junho de 2023      | Anteriormente conhecido por GE-1 |
| AMC-2     | Lockheed Martin                                   | 31 de janeiro de 1997   | Ariane 44L            | Ativo                            | Anteriormente conhecido por GE-2 |
| AMC-3     | Lockheed Martin                                   | 4 de setembro de 1997   | Atlas 2AS             | Ativo                            | Anteriormente conhecido por GE-3 |
| AMC-4     | Lockheed Martin                                   | 13 de novembro de 1999  | Ariane 44L            | Ativo                            | Anteriormente conhecido por GE-4 |
| AMC-5     | Dornier Satellitensysteme Aerospatiale            | 28 de outubro de 1998   | Ariane 44L            | Inativo desde maio de 2014       | Anteriormente conhecido por GE-5 |
| AMC-6     | Lockheed Martin                                   | 21 de outubro de 2000   | Proton-K/Blok-DM-3    | Ativo                            | Também conhecido por GE-6 e Rainbow 2 |
| AMC-7     | Lockheed Martin                                   | 14 de setembro de 2000  | Ariane 5G             | Inativo desde janeiro de 2020    | Anteriormente conhecido por GE-7 |
| AMC-8     | Lockheed Martin                                   | 19 de dezembro de 2000  | Ariane 5G             | Inativo desde dezembro de 2022   | Também conhecido por GE-8 e Aurora 3 |
| AMC-9     | Alcatel Space                                     | 6 de junho de 2003      | Proton-K/Briz-M       | Inativo                          | Anteriormente conhecido por GE-12 |
| AMC-10    | Lockheed Martin                                   | 5 de fevereiro de 2004  | Atlas 2AS             | Inativo                          | Anteriormente conhecido por GE-10 |
| AMC-11    | Lockheed Martin                                   | 19 de maio de 2004      | Atlas 2AS             | Ativo                            | Anteriormente conhecido por GE-11 |
| AMC-14    | Lockheed Martin                                   | 14 de março de 2008     | Proton-M/Briz-M       | Vendido                          | Anteriormente conhecido por GE-14. Falhou parcialmente; Após uma falha do veículo lançador, o satélite foi colocado em uma órbita intermediária e só conseguiu alcançar a órbita geoestacionária no final de janeiro de 2009. O satélite foi adquirido pelo Departamento de Defesa dos Estados Unidos e está ativo em uma órbita altamente inclinada e é operado com a designação USAT-S1 |
| AMC-15    | Lockheed Martin                                   | 14 de outubro de 2004   | Proton-M/Briz-M       | Ativo                            | [ 7 ] |
| AMC-16    | Lockheed Martin                                   | 17 de dezembro de 2004  | Atlas V               | Inativo                          | [ 7 ] |
| AMC-18    | Lockheed Martin                                   | 8 de dezembro de 2006   | Ariane 5 ECA          | Ativo                            | Anteriormente conhecido por GE-11 |
| AMC-21    | Alcatel Alenia Space Orbital Sciences Corporation | 14 de agosto de 2008    | Ariane 5 ECA          | Ativo                            | [ 8 ] |
| AMC-22    | Alcatel Space                                     | Não foi lançado         |                       | Cancelado                        | Anteriormente conhecido por GE-3i |
| AMC-23    | Alcatel Alenia Space                              | 29 de dezembro de 2005  | Proton-M/Briz-M       | Vendido                          | O satélite foi originalmente encomendado como GE-2i. No início de 2004, o AMC-13 foi transferido para a Worldsat LLC, uma nova subsidiária da SES Americom como Worldsat 3. O original AMC-13 tinha 60 transponders em banda C, mas quando foi transferido para a Worldsat, ele foi alterado para ter uma carga híbrida nas bandas C e Ku com 18 transponders em banda C e 20 em banda Ku. No início de 2005 quando ele era denominado de GE-4i foi renomeado para AMC-23. Em 2007, o satélite ficou com a SAT-GE após ser desmembrada da SES Americom, quando a divisão da General Electric ficou fora da SES. Após esta operação, o satélite foi renomeado para GE-23. A Eutelsat anunciou em junho de 2012, a aquisição do satélite GE-23 da GE-Satellite. O satélite foi então renomeado para Eutelsat 172A |
| SATCOM    |                                                   |                         |                       |                                  | |
| Satcom C1 | GE AstroSpace                                     | 20 de novembro de 1990  | Ariane 42P            | Inativo desde abril de 2005      | [ 11 ] |
| Satcom C3 | GE AstroSpace                                     | 10 de setembro de 1992  | Ariane 44LP           | Inativo desde outubro de 2010    | [ 12 ] |
| Satcom C4 | GE AstroSpace                                     | 31 de agosto de 1992    | Delta-7925            | Inativo desde fevereiro de 2007  | [ 13 ] |
| Satcom K1 | RCA Astro Electronics                             | 27 de novembro de 1985  | Atlantis              | Inativo desde fevereiro de 2002  | [ 14 ] |
| ASTRA     |                                                   |                         |                       |                                  | |
| Astra 1A  | GE AstroSpace                                     | 11 de dezembro de 1988  | Ariane 44LP           | Inativo desde dezembro de 2004   | [ 15 ] |
| Astra 1B  | GE AstroSApace                                    | 2 de março de 1991      | Ariane 44LP           | Inativo desde julho de 2006      | [ 16 ] |
| Astra 1C  | Hughes                                            | 12 de maio de 1993      | Ariane 42L            | Inativo desde julho de 2014      | [ 17 ] |
| Astra 1D  | Hughes                                            | 1 de novembro de 1994   | Ariane 42P            | Inativo desde novembro de 2021   | O satélite é descrito como "diagnosticador" |
| Astra 1E  | Hughes                                            | 19 de outubro de 1995   | Ariane 42L            | Inativo desde junho de 2015      | O satélite está com a capacidade reduzida desde o lançamento do 1KR |
| Astra 1F  | Hughes                                            | 8 de abril de 1996      | Proton-K/Blok-DM3     | Inativo desde outubro de 2020    | O satélite é usado pela Gazprom para cobrir a parte ocidental da Rússia |
| Astra 1G  | Hughes                                            | 2 de dezembro de 1997   | Proton-K/Blok-DM3     | Inativo desde junho de 2023      | O satélite está enfrentando problemas de energia e só opera com apenas 20 transponders |
| Astra 1H  | Hughes                                            | 18 de junho de 1999     | Proton-K/Blok-DM3     | Inativo desde outubro de 2019    | [ 19 ] |
| Astra 1K  | Alcatel Space                                     | 25 de novembro de 2002  | Proton-K/Blok-DM3     | Fracassou                        | Devido a uma falha no veiculo lançador o satélite não atingiu a órbita pretendida, o que deixou o mesmo preso em uma órbita baixa e inútil, O mesmo foi conduzido a uma reentrada controlada e foi naturalmente destruído ao entra na atmosfera da Terra, sobre o Oceano Pacífico. |
| Astra 1KR | Lockheed Martin                                   | 2 de abril de 2006      | Atlas 5               | Ativo                            | O satélite foi lançado para substituir o fracassado Astra 1K |
| Astra 1L  | Lockheed Martin                                   | 5 de maio de 2007       | Ariane 5 ECA          | Ativo                            | [ 22 ] |
| Astra 1M  | Astrium                                           | 15 de janeiro de 2008   | Proton-M/Briz-M       | Ativo                            | [ 23 ] |
| Astra 1N  | Astrium                                           | 6 de agosto de 2011     | Ariane 5 ECA          | Ativo                            | [ 24 ] |
| Astra 2A  | Hughes                                            | 30 de agosto de 1998    | Proton-K/Blok-DM3     | Ativo                            | [ 19 ] |
| Astra 2B  | Astrium                                           | 19 de setembro de 2000  | Ariane 5G             | Inativo desde junho de 2021      | [ 25 ] |
| Astra 2C  | Hughes                                            | 16 de junho de 2001     | Proton-K/Blok-DM3     | Ativo                            | [ 19 ] |
| Astra 2D  | Boeing                                            | 19 de dezembro de 2000  | Ariane 5G             | Inativo desde janeiro de 2023    | [ 26 ] |
| Astra 2E  | EADS Astrium                                      | 29 de setembro de 2013  | Proton-M/Briz-M       | Ativo                            | [ 27 ] |
| Astra 2F  | EADS Astrium                                      | 28 de setembro de 2012  | Ariane 5 ECA          | Ativo                            | [ 27 ] |
| Astra 2G  | Airbus Defence and Space                          | 27 de dezembro de 2014  | Proton-M/Briz-M       | Ativo                            | [ 27 ] |
| Astra 3A  | Boeing                                            | 29 de março de 2002     | Ariane 44L            | Inativo desde novembro de 2022   | [ 26 ] |
| Astra 3B  | EADS Astrium                                      | 21 de maio de 2011      | Ariane 5 ECA          | Ativo                            | [ 28 ] |
| Astra 4A  | Lockheed Martin                                   | 17 de novembro de 2007  | Proton-M/Briz-M       | Ativo                            | Também conhecido por Sirius 4 |
| Astra 5A  | Aerospatiale                                      | 12 de novembro de 1997  | Ariane 44L            | Inativo desde 16 janeiro de 2009 | Também conhecido por Sirius 2 e GE-1E |
| Astra 5B  | Airbus Defence and Space                          | 22 de março de 2014     | Ariane 5 ECA          | Ativo                            | [ 27 ] |
| NSS       |                                                   |                         |                       |                                  | |
| NSS-5     | Lockheed Martin                                   | 23 de setembro de 1997  | Ariane 42L            | Inativo                          | Anteriormente conhecido por Intelsat 803 e NSS-803 |
| NSS-6     | Lockheed Martin                                   | 17 de dezembro de 2002  | Ariane 44L            | Ativo                            | [ 32 ] |
| NSS-7     | Lockheed Martin                                   | 16 de abril de 2002     | Ariane 44L            | Ativo                            | [ 33 ] |
| NSS-8     | Boeing                                            | 30 de janeiro de 2007   | Zenit-3SL             | Fracassou                        | [ 34 ] |
| NSS-9     | Orbital Sciences Corporation                      | 12 de fevereiro de 2009 | Ariane 5 ECA          | Ativo                            | [ 35 ] |
| NSS-10    | Alcatel Space                                     | 3 de fevereiro de 2005  | Proton-M/Briz-M       | Ativo                            | Anteriormente denominado de Worldsat 2, GE-1i, AMC-12 e Astra 4A. Também conhecido por Star One C12 |
| NSS-11    | Lockheed Martin                                   | 1 de outubro de 2000    | Proton-K/Blok-DM-3    | Ativo                            | Anteriormente conhecido por GE-1A, AAP-1 e Worldsat 1 |
| NSS-12    | Space Systems/Loral                               | 29 de outubro de 2009   | Ariane 5 ECA          | Ativo                            | [ 37 ] |
| NSS-703   | Space Systems/Loral                               | 6 de outubro de 1994    | Atlas 2AS             | Inativo desde outubro de 2014    | Anteriormente conhecido por Intelsat 513 |
| NSS-806   | Lockheed Martin                                   | 28 de fevereiro de 1998 | Atlas 2AS             | Inativo desde outubro de 2018    | Anteriormente conhecido por Intelsat 806 |
| SES       |                                                   |                         |                       |                                  | |
| SES-1     | Orbital Sciences Corporation                      | 24 de abril de 2010     | Proton-M/Briz-M       | Ativo                            | Anteriormente conhecido por AMC-4R, AMC-1R e AMC-5RR |
| SES-2     | Orbital Sciences Corporation                      | 21 de setembro de 2011  | Ariane 5 ECA          | Ativo                            | Ex-AMC-5R |
| SES-3     | Orbital Sciences Corporation                      | 15 de julho de 2011     | Proton-M/Briz-M       | Ativo                            | Ex-AMC ground spare |
| SES-4     | Space Systems/Loral                               | 14 de fevereiro de 2012 | Proton-M/Briz-M       | Ativo                            | Ex-NSS-14 |
| SES-5     | Space Systems/Loral                               | 9 de julho de 2012      | Proton-M/Briz-M       | Ativo                            | Ex-Sirius 5. Também conhecido por Astra 4B |
| SES-6     | EADS Astrium                                      | 3 de junho de 2013      | Proton-M/Briz-M       | Ativo                            | [ 43 ] |
| SES-7     | Boeing Satellite Systems                          | 16 de maio de 2009      | Proton-M/Briz-M       | Ativo                            | Ex-Galaxy 8iR. Também conhecido por Indostar 2, ProtoStar 2 e Cakrawarta 2 |
| SES-8     | Orbital Sciences Corporation                      | 3 de dezembro de 2013   | Falcon 9 v1.1         | Ativo                            | [ 45 ] |
| SES-9     | Boeing Satellite Systems                          | 4 de março de 2016      | Falcon 9 Full Thrust  | Ativo                            | [ 46 ] |
| SES-10    | Airbus Defence and Space                          | 30 de março de 2017     | Falcon 9 Full Thrust  | Ativo                            | [ 47 ] |
| SES-11    | Airbus Defence and Space                          | 11 de outubro de 2017   | Falcon 9 Full Thrust  | Ativo                            | Também conhecido por EchoStar 105 |
| SES-12    | Airbus Defence and Space                          | 4 de junho de 2018      | Falcon 9 Full Thrust  | Ativo                            | [ 49 ] |
| SES-14    | Airbus Defence and Space                          | 25 de janeiro de 2018   | Ariane 5 ECA          | Ativo                            | Também conhecido por GOLD |
| SES-15    | Boeing Satellite Systems                          | 18 de maio de 2017      | Soyuz-STA/Fregat-M    | Ativo                            | [ 51 ] |
| SES-16    | Northrop Grumman                                  | 31 de janeiro de 2018   | Falcon 9 Full Thrust  | Ativo                            | Também conhecido por GovSat |
| SES-17    | Thales Alenia Space                               | 24 de outubro de 2021   | Ariane 5 ECA          | Ativo                            | [ 53 ] |
| SES-18    | Northrop Grumman                                  | 17 de março de 2023     | Falcon 9 Block 5      | Ativos                           | [ 54 ] |
| SES-19    | Northrop Grumman                                  | 17 de março de 2023     | Falcon 9 Block 5      | Ativos                           | [ 54 ] |
| SES-20    | Boeing Satellite Systems                          | 4 de outubro de 2022    | Atlas V               | Ativos                           | [ 55 ] |
| SES-21    | Boeing Satellite Systems                          | 4 de outubro de 2022    | Atlas V               | Ativos                           | [ 55 ] |
| SES-22    | Thales Alenia Space                               | 29 de junho de 2022     | Falcon 9 Block 5      | Ativo                            | [ 56 ] |
| SES-23    | Thales Alenia Space                               | ?                       | ?                     | Em construção                    | [ 56 ] |
| SES-24    | Thales Alenia Space                               | 20 de junho de 2024     | Falcon 9 Block 5      | Ativo                            | Também conhecido por Astra 1P |
| SES-26    | Thales Alenia Space                               | ?                       | ?                     | Em construção                    | [ 58 ] |